# 稲葉善治
稲葉 善治（いなば よしはる、1948年7月23日 - ）は日本の実業家、工学博士。ファナック代表取締役会長兼CEO、日本ロボット工業会会長。藍綬褒章受章、旭日重光章受章。

## 人物・経歴
茨城県真壁郡上野村（のちの明野町）でファナック創業者稲葉清右衛門の長男として生まれる。当時父が務めていた富士通本社工場があった川崎市で育ち、幼少期には同じ社員寮に住んでいた同級生の父だった池田敏雄によく遊んでもらったという。
川崎市立大戸小学校を経て、4年生から「名門」の世田谷区立奥沢小学校に越境通学し、世田谷区立桜丘中学校、都立新宿高等学校を経て、1973年に東京工業大学（現東京科学大学）工学部機械工学科を卒業し、父と同じ会社で働くのが嫌で、無断でいすゞ自動車に入社した。
1983年ファナックに入社。1989年取締役、1992年常務、1995年専務、2001年代表取締役副社長、2003年代表取締役社長。2004年富士通監査役。2016年ファナック代表取締役会長兼CEO、日本ロボット工業会会長。2020年トプコン取締役。日本工作機械工業会副会長を経て、2021年日本工作機械工業会会長。
射出成形機電動化の開発を手掛け、1999年東京大学工学博士、同年精密工学会賞受賞。このほかNC工作機械、産業用ロボット、知能ロボット等の開発に取り組み、2007年には国際生産加工会議（CIRP）ニコラウ賞を受賞。2009年藍綬褒章受章、2018年旭日重光章受章。電気加工学会副会長、経済産業省ロボット産業政策研究会委員、日本産業機械工業会運営幹事なども歴任。

## 親族
稲葉家は小田氏の末裔で、江戸時代から庄屋だった名家だが、祖父の代で投資で財産を失ったという。父でファナック創業者の稲葉清右衛門は16代当主。ファナック取締役専務の稲葉清典は長男。産婦人科医の稲葉憲之元獨協医科大学学長は叔父。母・望の旧姓は横瀬で、母方の祖父は南満州鉄道子会社の満州綿花の経営者で、戦後下妻市長を務めた横瀬花兄七。明野町の稲葉家の同郷だった遠縁の尾見半左右の紹介で、尾見家の親戚だった母も富士通に入社し父と知り合った。